# 螺丝墩遗址
31°28′57″N 119°35′24″E / 31.48237°N 119.58992°E
螺丝墩遗址，又称螺蛳墩遗址，位于中华人民共和国江苏省无锡市宜兴市杨巷镇的一处新石器时代古遗址。

## 特点
螺蛳墩 （页面存档备份，存于），因堆积大量细密的蚌壳地层而得名；当地人也因东汉𠙶亭侯蒋澄在此筑土城，称其为“城头地”。
1954年春，为进一步发展教育事业，杨巷中学在城头地开始修建新校舍，施工期间，出土了部分磨制石斧、石锄、石刀等新石器时代遗物。时任杨巷中学教师的吴恩甲先生，对螺蛳墩的起源进行了认真的研究，并收集了30余年来出土的原始文物，收集了上百件古代石器、数百件鼎、鼎、鼎、罐、盘、豆等古代陶器，并交给宜兴县文管会收藏、展览。
1980年10月，江苏省文物管理委员会在宜兴杨巷镇东的螺丝墩发现了陶瓷遗址，面积约百余亩，地表面发现烧红土块及灰砂、泥质红陶碎片，其间发掘出完整的灰砂红陶鼎。2011年12月30日，江苏省人民政府认定其为江苏省文物保护单位。
南京博物院考古队经两次调查考证，确认螺丝墩为五千年前新石器时代遗址。现地表仍有少量新石器时代陶器残片，地层剖面螺丝壳堆积及文化层丰厚。